# Леополдо Галтиери
Леополдо Фортунато Галтиери Кастели (на испански: Leopoldo Fortunato Galtieri Castelli) е аржентински генерал, диктатор на Аржентина от 22 декември 1981 до 18 юни 1982 година, незаконно заемащ длъжността Президент на Аржентина (в съвременната история на страната е изключен от списка с президенти).

## Биография
Роден е в работническо семейство на италиански емигранти, на 17-годишна възраст постъпва във военната академия, където получава военно образование, като напуска академията като офицер от инженерни войски.
През 1975 година оглавява Инженерния корпус на Аржентина. Поддържа военния преврат на Хорхе Видела, като за верността му към новия режим получава званието генерал-майор (1977), а от 1980 година е главнокомандващ на въоръжените сили с ранг генерал-лейтенант. Участва в политиката на преследване на политическите опоненти на хунтата.
В началото на 1981 година пътува до САЩ, където е посрещнат топло от Президента на САЩ Роналд Рейгън. През декември 1981 година замества дотогавашния диктатор и оглавява Аржентина. Нов главнокомандващ на въоръжените сили не е назначен, за да осъществява контрол над армията.
След като популярността на диктатурата запада, Галтиери организира военна операция за установяване на военен контрол над Фолклендските (Малвински) острови, през април 1982 година, които принадлежат на Великобритания, но владението им е оспорвано непрекъснато от страна на Аржентина.
Това води до Фолклендската война, в която Аржентина претърпява поражение. Няколко дни по-късно след като Великобритания възвръща контрола над островите, Галтиери е свален.
В края на 1983 година е арестуван и даден на военен трибунал за нарушаване на правата на човека (по това обвинение е оправдан), и за лошото ръководене на аржентинските войски по време на войната за Фолклендските острови (осъден е през 1986 година да лежи в затвора). Помилван е през 1991 година.
През 2002 година против него са повдигнати нови обвинения в отвличане и убийства на опозиционери и чуждестранни граждани, по време на неговото и на Видела управление. Поставен е под домашен арест, но умира от инфаркт.